# Las Mañanitas
Las Mañanitas is een deelgemeente (corregimiento) van de gemeente (distrito) Panamá in Panama. In 2015 was het inwoneraantal 57.000.
Las Mañanitas ontstond als deelgemeente in 2002; tot dan behoorde het tot de deelgemeente Tocumen.